# Політична екологія

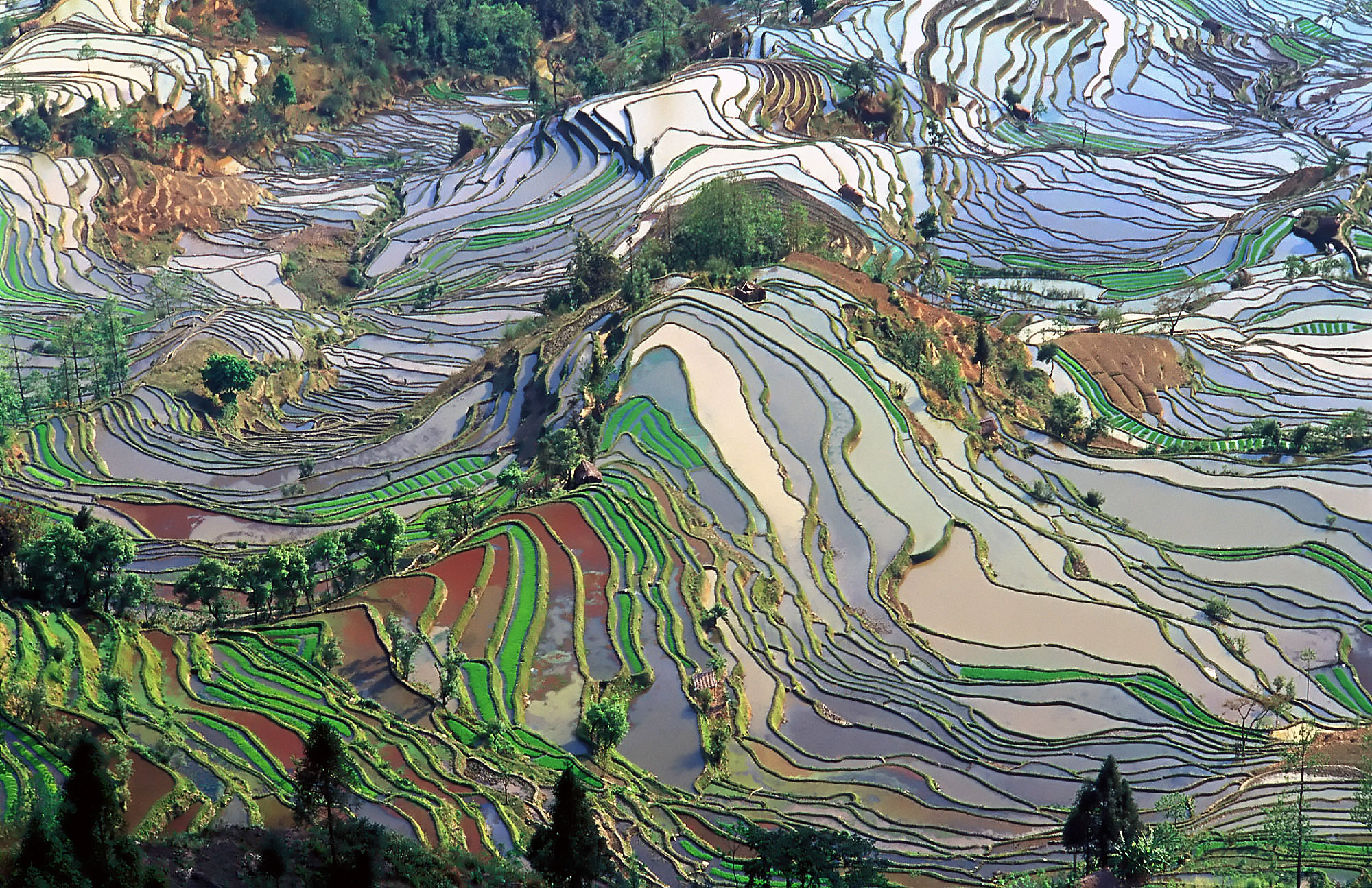
Політична екологія вивчає складну взаємодію між економікою, політикою, технологією, соціальною традицією та біологічним середовищем. Ці терасові рисові поля в провінції Юньнань, Китай, свідчать про те, як навколишнє середовище формується під впливом економіки та суспільства.

Політична екологія — дослідження взаємозв'язків між політичними, економічними та соціальними факторами та екологічними проблемами та змінами. Політична екологія відрізняється від аполітичних екологічних досліджень політизацією екологічних проблем і явищ.
Академічна дисципліна пропонує широкомасштабні дослідження, що об'єднують екологічні соціальні науки з політичною економією в таких темах, як деградація та маргіналізація, екологічні конфлікти, збереження та контроль, а також екологічні ідентичності та соціальні рухи.

## Витоки
Термін «політична екологія» вперше ввів Френк Тоне в статті, опублікованій у 1935 році. Відтоді він широко використовується в контексті людської географії та людської екології, але без систематичного визначення. Антрополог Ерік Р. Вольф дав йому друге життя в 1972 році в статті під назвою «Власність і політична екологія», в якій він обговорює, як місцеві правила власності та спадкування «стають посередником між тиском, що виходить з боку більшого суспільства, і вимогами місцевих екосистем», але не розвивав цю концепцію далі. Інше походження включає інші ранні роботи Еріка Вульфа, Майкла Воттса, Сюзанни Гехт та інших у 1970-х та 1980-х роках.
Виникнення галузі в 1970-х і 1980-х роках було результатом розвитку географії розвитку та культурної екології, зокрема роботи Пірса Блейкі щодо соціально-політичного походження ерозії ґрунту. Історично політична екологія була зосереджена на явищах у країнах, що розвиваються, і на них; з моменту зародження галузі «дослідження прагнули передусім зрозуміти політичну динаміку навколо матеріальної та дискурсивної боротьби за навколишнє середовище в третьому світі».
Вчені з політичної екології беруть участь у різних наукових дисциплінах, включаючи географію, антропологію, дослідження розвитку, політологію, економіку, соціологію, лісове господарство та історію навколишнього середовища.

## Огляд
Широкий охоплення та міждисциплінарний характер політичної екології піддається численним визначенням і розумінням. Однак загальні припущення в цій галузі надають цьому терміну актуальності. Реймонд Браянт і Сінейд Бейлі розробили три фундаментальні припущення в практичній політичної екології:
- По-перше, зміни в навколишньому середовищі не впливають на суспільство однорідним чином: політичні, соціальні та економічні відмінності пояснюють нерівномірний розподіл витрат і вигод.
- По-друге, «будь-яка зміна умов навколишнього середовища повинна впливати на політичний та економічний статус-кво».[8]
- По-третє, нерівний розподіл витрат і вигод, а також посилення чи скорочення існуючої нерівності має політичні наслідки з точки зору змінених владних відносин, які виникають в результаті.

Крім того, політична екологія намагається забезпечити критику та альтернативи у взаємодії середовища та політичних, економічних та соціальних факторів. Пол Роббінс стверджує, що ця дисципліна має «нормативне розуміння того, що, швидше за все, існують кращі, менш примусові, менш експлуатаційні та більш стійкі способи робити речі».
Виходячи з цих припущень, політичну екологію можна використовувати для:
- інформувати політиків та організації про складнощі навколо навколишнього середовища та розвитку, тим самим сприяючи кращому екологічному врядуванню.
- розуміти рішення, які громади приймають щодо природного середовища в контексті свого політичного середовища, економічного тиску та суспільних правил
- подивіться, як нерівні відносини в суспільстві та між ними впливають на природне середовище, особливо в контексті державної політики.

## Масштаби та впливи
Рух політичної екології як галузі з моменту її зародження в 1970-х роках ускладнив її масштаб і цілі. Протягом історії дисципліни певні впливи ставали більш і менш впливовими на визначення фокусу дослідження. Пітер А. Вокер простежує значення екологічних наук у політичній екології. Він вказує на перехід, на думку багатьох критиків, від «структуралістського» підходу в 1970-х і 1980-х роках, коли екологія зберігає ключову позицію в дисципліні, до «постструктуралістського» підходу з наголосом на «політиці» в політичній екології. Цей поворот підняв питання щодо диференціації з екологічною політикою, а також щодо використання терміна «екологія» в цій галузі. Політико-екологічні дослідження перемістилися від дослідження політичного впливу на земну поверхню до зосередження на просторово-екологічних впливах на політику та владу — сфера, що нагадує екологічну політику.
Багато було взято з культурної екології, форми аналізу, яка показала, як культура залежить від матеріальних умов суспільства та на них впливають (згідно з Волкером, політична екологія значною мірою затьмарила культурну екологію як форму аналізу). Як стверджує Вокер, «тоді як культурна екологія та теорія систем наголошують на адаптації та гомеостазі, політична екологія наголошує на ролі політичної економії як сили непристосованості та нестабільності».
Політичні екологи часто використовують рамки політичної економії для аналізу екологічних проблем. Ранніми та видатними прикладами цього були Майкл Воттс у 1983 році «Тихе насильство: їжа, голод і селяни в північній Нігерії», у якому голод у північній Нігерії в 1970-х роках виправдовувалися не неминучим наслідком посухи в Сахелі, а …наслідками колоніалізму, та «Політична економія ерозії ґрунтів у країнах, що розвиваються» Пірса Блейкі у 1985 році, де в деградації земель в Африці звинувачувалася колоніальна політика привласнення землі, а не надмірна експлуатація африканських фермерів.

## Зв'язок з антропологією та географією
Зародившись у XVIII—XIX століттях у працях таких філософів, як Адам Сміт, Карл Маркс і Томас Мальтус, політична економія намагалася пояснити взаємозв'язок між економічним виробництвом і політичними процесами. Вона тяжіла до надмірно структуралістських пояснень, зосереджуючись на ролі індивідуальних економічних відносин у підтримці суспільного порядку. Ерік Вольф використовував політичну економію в неомарксистських рамках, які почали розглядати роль місцевих культур як частини світової капіталістичної системи, відмовляючись розглядати ці культури як «первісні ізолятори». Але на впливі навколишнього середовища на політичні та економічні процеси було наголошено недостатньо.
І навпаки, теоріям культурної екології Джуліана Стюарда та Роя Раппапорта іноді приписують зміну функціоналістично орієнтованої антропології 1950-х і 1960-х років і включення екології та навколишнього середовища в етнографічне дослідження.
Географи та антропологи працювали, використовуючи сильні сторони обох, щоб сформувати основу політичної екології. Політична екологія зосереджується на питаннях влади, визнаючи важливість пояснення впливу навколишнього середовища на культурні процеси без відокремлення політичного та економічного контекстів.
Застосування політичної екології в роботі антропологів і географів відрізняється. Хоча будь-який підхід враховуватиме як політичні/економічні, так і екологічні аспекти, акценти можуть бути неоднаковими. Деякі, як-от географ Майкл Воттс, зосереджуються на тому, як утвердження влади впливає на доступ до природних ресурсів. Його підхід схильний розглядати екологічну шкоду як причину та наслідок «соціальної маргіналізації».
Політична екологія має сильні та слабкі сторони. У своїй основі він контекстуалізує політичні та екологічні пояснення людської поведінки. Але, як зазначає Волкер, він не зміг запропонувати «переконливі контрнаративи» широко впливовим і популярним, але глибоко помилковим і невибачливим неомальтузіанським висловлюванням, таким як Роберт Каплан (1994) «Прийдешня анархія» та Джаред Даймонд (2005) Collapse (385). Зрештою, застосування політичної екології до політичних рішень — особливо в США та Західній Європі — залишатиметься проблематичним, оскільки вона туго зав'язана на марксистській та неомарксистській теорії.
Ендрю Вайда та Бредлі Волтерс (1999) критикують політичних екологів за припущення «важливості… певного роду політичних факторів у поясненні змін навколишнього середовища» (167). Відповідь Вайди та Волтера на надто політичні підходи в політичній екології полягає в тому, щоб заохочувати те, що вони називають «екологією подій», зосереджуючись на людських реакціях на екологічні події, не припускаючи впливу політичних процесів на екологічні події. Критика не отримала широкого розголосу. Одним із прикладів роботи, яка базується на екології подій, щоб додати більш явний акцент на ролі динаміки влади та необхідності включення голосів місцевих жителів, є Пенна-Фірме (2013) «Політична та подійна екологія: критика та можливості для співпраця».

## Ставлення до збереження
Існує розбіжність ідей між природоохоронною наукою та політичною екологією. З природоохоронцями, які встановлюють охоронні території для збереження біорізноманіття, «політичні екологи присвятили певну енергію вивченню заповідних територій, що не дивно, враховуючи загальний інтерес політичної екології до форм доступу до ресурсів і контролю над ними». Аргументи проти огородження землі для збереження полягають у тому, що це завдає шкоди місцевому населенню та їхнім системам існування, відмовляючи їм у доступі. Як стверджують Дав і Карпентер, «корінні жителі мають важливі екологічні знання, які можуть сприяти збереженню». Заперечення політичних екологів полягає в тому, що правила землекористування встановлюються неурядовими організаціями та урядом, заперечуючи доступ, позбавляючи місцевих жителів можливості самостійно зберігати види та території, і роблячи їх більш уразливими через позбавлення власності.
|  | У деяких випадках, можливо, особливо трагічних, місцеві групи були витіснені для створення національних парків і заповідників з метою "збереження" лісу. На щастя, більшість природоохоронних органів зараз усвідомлюють, що якщо група використовує ліс і управляє ним протягом кількох тисяч років, то витіснення її з землі скоріше знищить лісову екосистему, ніж збереже її. (Sutton 2004: 302) |

## Владна перспектива в політичній екології
Влада неминуча в основі політичної екології. Політична екологія на думку Грінберга і Парка — це спосіб створення синергії між політичною економією, яка узгоджує розподіл влади з екологічним аналізом та економічною діяльністю в ширшій версії біо-екологічних відносин. Політична екологія, яку пояснює Браянт, — це динаміка в політиці, яка пов'язана з «дискурсивною боротьбою» та матеріалом у середовищі менш розвинених націй, показуючи, як нерівні відносини у владі утворюють політичне середовище. На думку Роббінса, емпіричне дослідження, яке показує зміни, що відбуваються в середовищі в чіткому зв'язку з владою, називається політичною екологією.
У зв'язку з тим, що влада відіграє центральну роль у політичній екології, виникає потреба прояснити перспективи влади та тих, хто сприяє цим перспективам.

### Перспективи влади, орієнтовані на актора:
За перспективами влади, орієнтованими на актора, влада здійснюється акторами, що суперечить презумпції, що влада сприймається як сила, яка може пройти повз індивідів без свідомості. Фредрік Енгельстад, норвезький соціолог, пояснив концепцію влади як поєднання реляційності, причинності та інтенціональності. Наслідком цього є те, що актори сприймаються як носії влади в значній мірі, за допомогою яких шляхом дії досягається певний намір (інтенціональність), дія відбувається між принаймні двома акторами (реляційність), а намічені результати виробляються дією (причинність). Розглядаючи перспективу влади під кутом орієнтації на актора, Даудінг стверджував, що влада пов'язана з агентством, і це не применшує важливості структури. Швидше, хоча використання актором влади розглядається як обмеження, воно також рухається структурами.
Внесок орієнтованої на актора теорії влади наведено Максом Вебером (1964), де він пояснив владу як здатність людей реалізувати свою волю, незалежно від опору, який чинять інші. Прикладом, наведеним Робертом Далем, є випадок, коли актор А здійснює владу над актором Б, змушуючи актора Б виконати завдання, яке інакше актор Б не виконає. Крайній випадок — це коли певній групі осіб доручено виконати завдання всупереч їхнім думкам чи волі.
Сварстад, Бенджамінсен і Оверо вважали, що теорія влади, орієнтованої на акторів, допомагає в наданні концептуальних відмінностей з корисним розумінням теоретичних елементів, які є життєво важливими для вивчення політичної екології. Хоча є суб'єкти, які або здійснюють, або намагаються використати владу різними способами, є також суб'єкти, які стикаються з опором з боку своєї опозиції та інших сил. Прикладом цих сил є опір реалізації намірів акторів іншою опозицією, яка є сильнішою. Це також може бути у формі інституційних структурних обмежень, що випливають із результату намічених дій.
Використання влади акторами, які здійснюють втручання в навколишнє середовище, та акторами, які протистоять такому втручанню, часто є предметом акценту вчених політичної екології. Проте, коли втручання в навколишнє середовище призводить до погіршення навколишнього середовища, вчені політичної екології підтримують акторів, які опираються такому втручанню в навколишнє середовище. Суб'єкти, які здійснюють втручання в навколишнє середовище, включають корпоративні організації, урядові та неурядові організації тоді як суб'єкти, які їм опираються, включають такі групи, як селяни, рибалки чи скотарі, застосовуючи протидію за допомогою різних видів опору, або активна участь.
Неомарксистські перспективи влади
Серед основ політичної екології є політична економічна думка марксистів, яка зосереджена на нерівності, яка виникла з глобального капіталізму. Проте перспективи влади Маркса, швидше за все, висвітлюються, хоча існує кілька перспектив влади в політичній екології, на які Маркс прямо чи опосередковано вплинув. Основна увага марксистів при капіталізмі зосереджена на класі та стабільності відтворення цих класових відносин. Маркс також вважав людську дію найважливішою у своїй концепції влади, причому людська діяльність була соціально зумовленою, як видно з його цитати нижче:
«Люди творять свою історію, але вони не роблять її так, як їм заманеться; вони не роблять її за власноруч обраних обставин, а за обставин, які вже існують, дані й передані з минулого (Маркс 1852:5)».
Таким чином, теорія влади Маркса, яка сформувала його погляд на владу, полягає в розумінні людської волі як обмеженої соціальною структурою. Оскільки структура створює потенціал і обсяг для прояву влади, людська агенція відтворює структуру. Це проілюстрував Айзек (1987) за допомогою могутнього Девіда Рокфеллера (1915—2017). цитується нижче:
«Але соціальна теорія влади повинна пояснити, які види соціальних відносин існують і як влада розподіляється через ці відносини, щоб Девід Рокфеллер міг мати владу, яку він має. Зробити це не означає заперечувати, що саме він володіє цією владою, ані заперечувати ті особисті якості, які визначають конкретний спосіб, у який він її використовує. Це просто наполягати на тому, що влада, якою володіють індивіди, має соціальні умови існування і що саме ці умови мають бути основним центром теоретичного аналізу».
Постструктуралістські перспективи влади
Постструктуралістська перспектива влади є областю роботи Мішеля Фуко з її застосуванням у політичній екології. Постструктуралістська перспектива влади може бути у трьох вимірах, таких як; біовлада, державність і дискурсивна влада.
Біовлада вказує на те, що для забезпечення життя уряди стурбовані покращенням здоров'я та якості життя населення. У своїй роботі Фуко пояснив, як через пізнання влади люди дізналися, як їм слід поводитися. Роблячи це, Фуко відокремлює суверенну владу від біовлади. Там, де суверенна влада називається «забрати життя або дати жити», біовлада «зробити життя або дати померти». У той час як людина як вид безперервно розвивається відповідно до природи, вищий вид втручається, діючи на стан навколишнього середовища, якщо вид людини має бути змінений. Таким чином, мета біоенергетики з точки зору управління та знань полягає в тому, щоб визначити екологічні проблеми як основні проблеми.
Політична екологія наголошує на тому, що розуміння того, як влада діє в екологічному врядуванні, слідує поняттю «державності» Фуко. Фуко розглядає державність як засіб, який використовує уряд, щоб змусити своїх громадян поводитись відповідно до пріоритетів уряду. Флетчер розділяє урядування на чотири види. По-перше, це «дисципліна», яка гарантує, що громадяни засвоять певні манери, такі як етичні стандарти та соціальні норми. По-друге, це «правда», яка є способом управління громадянами за допомогою стандартів, що визначають правду, таких як релігія. Третя — «неоліберальна раціональність», яка є мотиваційною структурою, сформованою та використаною для покращення результатів. Четверта — «суверенна влада», яка використовується для управління на основі правил і покарання за порушення правил. За словами Флетчера, ці органи управління можуть конфліктувати, працювати окремо або накладатися. Крім того, перші два залежать від того, що люди вірять у державні пріоритети, два других — ні, але вважаються важливими.
Нарешті, «дискурсивна сила» проявляється, коли актори (корпоративна організація, урядові та неурядові організації) змушують людей або групи поглинати та додавати до відтворення дискурсів, які вони виробляють. На відміну від інших галузей, у політичній екології дискурси вивчаються відповідно до критичної реалістичної епістемології. Є випадки, коли формування дискурсивної влади простежується до колоніальної ери держави, коли докладаються зусилля для привласнення нових територій. Переходячи до основи політико-екологічної дискурсивної сили Фуко, стає обов'язковим згадати, що існують різні перспективи, ніж у Фуко, із ширшим простором для людської діяльності.
Порівнюючи біовладу, урядовість і дискурсивну владу, як урядовість, так і дискурсивну владу можна розглядати як теоретичну перспективу зі значним значенням, тоді як біовладу можна розглядати як актуальну проблему, визначену Фуко як стрижень сучасних урядів.

## Політичні екологи
Деякі видатні сучасні вчені включають:
- Ентоні Беббінгтон
- Пірс Блейкі
- Мюррей Букчин
- Гарольд Брукфілд
- Реймонд Л. Брайант
- Майкл Р. Дав
- Робін Екерслі
- Артуро Ескобар
- Андре Горц
- Фелікс Гваттарі
- Сусанна Гехт
- Іван Ілліч
- Георгос Калліс
- Ален Ліпіц
- Вільям Мозлі
- Річард Піт
- Пол Роббінс
- Аріель Саллах
- Фархана Султана
- Ерік Свінгедоу
- Бхаскар Віра
- Майкл Воттс
- Карл Ціммерер

## Схожі журнали
Наукові журнали, які були ключовими для розвитку (і критики) цієї галузі, включають:
- Annals of the Association of American Geographers
- Antipode
- Capitalism Nature Socialism
- Development and Change
- Journal of Peasant Studies
- Ecological Economics
- Ecology
- Economic Geography
- Environment and Planning
- Futures
- Gender, Place & Culture
- Geoforum
- Human Ecology
- Journal of Political Ecology
- New Left Review
- Progress in Human Geography
- Progress in Physical Geography
- Oryx